# Biofilme

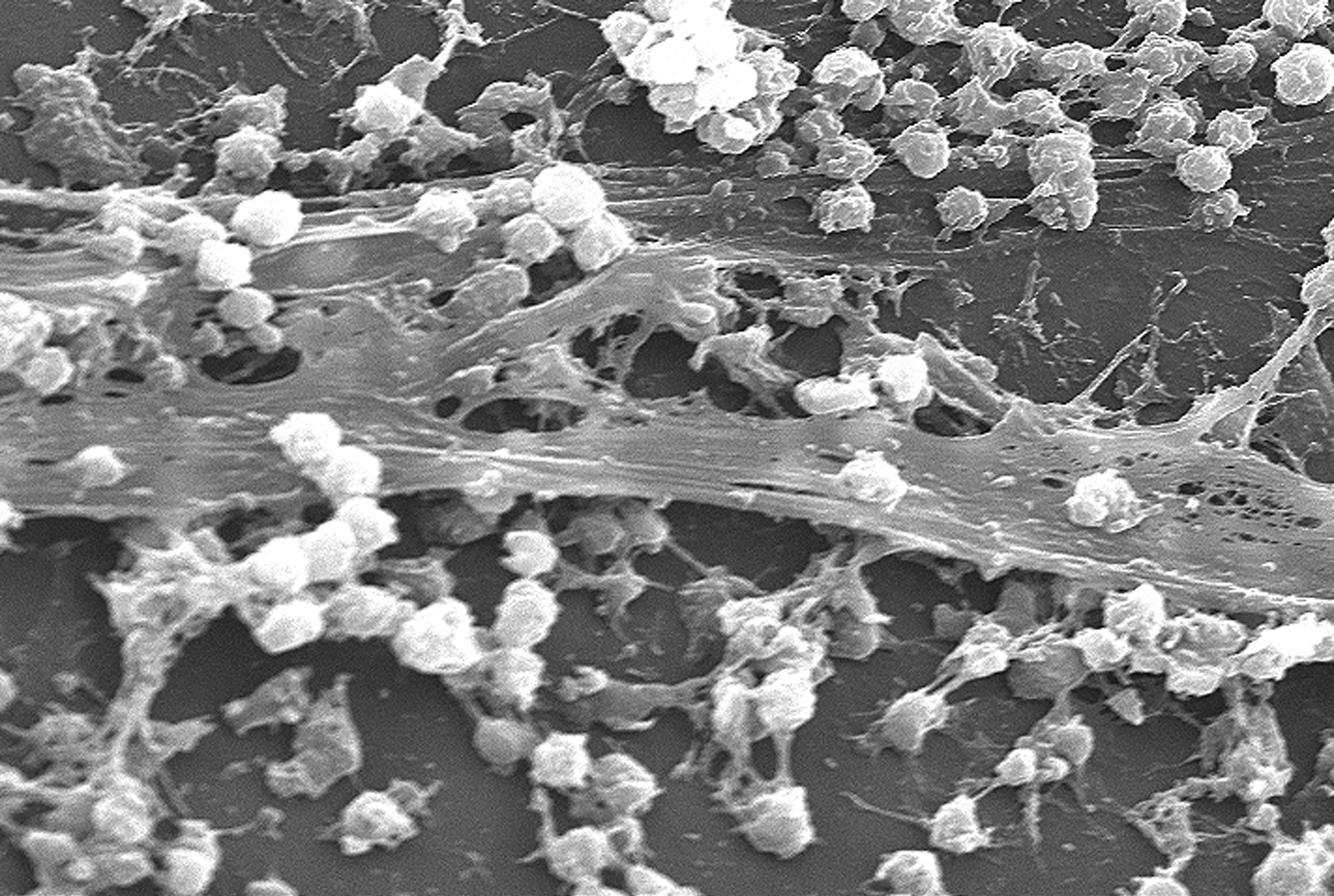
Biofilme de Staphylococcus aureus num cateter permanente.

 Os biofilmes são comunidades biológicas com um elevado grau de organização, onde as bactérias formam comunidades estruturadas, coordenadas e funcionais. Estas comunidades biológicas encontram-se embebidas em matrizes poliméricas produzidas por elas próprias. Os biofilmes podem desenvolver-se em qualquer superfície úmida, seja ela biótica ou abiótica. A associação dos organismos em biofilmes constitui uma forma de protecção ao seu desenvolvimento, favorecendo relações simbióticas e permitindo a sobrevivência em ambientes hostis. 
Os microrganismos podem existir no meio ambiente como células individuais que flutuam ou nadam em um líquido, ou podem estar ligados uns aos outros e/ou a uma superfície geralmente sólida, conhecido como "biofilme.", complexa agregação de microrganismo. Um exemplo: O lodo cobrindo uma rocha, em um lago, é um biofilme.
As bactérias são ubiquitárias, logo, virtualmente, os biofilmes podem formar-se em qualquer superfície e em qualquer ambiente. Podem observar-se biofilmes em condutas de água, permutadores de calor, sanitas, cascos de navio, na pele e mucosas de animais (incluindo o homem), nos dentes, em próteses e em variadíssimas indústrias, desde a indústria química e farmacêutica à alimentar. Algumas espécies bacterianas relevantes no que toca à formação de biofilmes incluem Pseudomonas aeruginosa, Staphylococcus aureus, Streptococcus pneumoniae, Klebsiella pneumoniae e Escherichia coli.
Os biofilmes podem ser produzidos a partir de exopolissacarídeos (celulose, carboidrato, gomas, etc.) ou proteínas (gelatina, glúten, etc.), e ser de origem animal, vegetal ou microbiano. Entre as variedades de biofilmes, há uma classe que foi definida como comestíveis e biodegradáveis. Os biofilmes podem ser classificados, quanto sua origem, de duas maneiras: naturais ou sintéticos. Os naturais são formados a partir da aglomeração de microorganismos que estão dispostos em uma superfície coberta por água e unidos devido à secreção de uma substância viscosa, como exemplo o limbo. Já os sintéticos, são feitos a partir de polissacarídeos, como por exemplo, amido e pectina; Ou proteínas, como glúten e gelatina. 
Biofilmes são responsáveis pela maior parte das interferências causadas por microrganismos em processos tecnológicos. O termo genérico para definir camadas biológicas indesejáveis que se formam em superfícies é biofouling. Esses efeitos em processos industriais incluem: aumento da resistência à troca de calor, aumento do coeficiente de fricção, entupimento de membranas e filtros, a mobilização de metais e de acidez através da ação de biofilmes microbianos sobre resíduos de mineração (drenagem ácida) e a contaminação de alimentos.
Quando indesejavelmente instalados em uma planta industrial, os biofilmes contribuem para contaminação de muitas áreas de processo, pois representa fontes de liberação e disseminação de microrganismos que podem deteriorar produtos, causando prejuízos financeiros e retrabalho, situação esta que pode ser prevenida e/ou controlada. No entanto, sua remoção representa um desafio, principalmente no que diz respeito à determinação do tipo e da dosagem adequada de biocida para este fim.
Uma grande diversidade de novas tecnologias vem sendo pesquisadas no sentido de reduzir o impacto tanto dos biofilmes quanto das formas de controle do aparecimento de biofilmes. Uma das principais frentes de pesquisa biotecnologica nesse ramo busca biomoleculas que sejam capazes de inibir, eliminar, ou impedir a adesão de bactérias formadoras de biofilmes. Dentre as classes mais promissoras de moléculas propostas com atividade anti-biofilme destacam-se as saponinas, os rhamnolipideos , e alguns alcaloides naturais de plantas  ou de animais . 

## Formação de biofilmes
A formação de biofilmes começa com a aderência de células planctônicas (não vivem fixas a algum material entre si, ou a uma superfície, sendo estas interações relativamente fracas inicialmente. 
Esta aderência inicial torna-se irreversível através da expressão de estruturas de adesão, como pili ou fímbria. Após a a adesão ou formação de agregados, as bactérias começam a produzir matrix extracelular, criando micro colônias, que facilitam a multiplicação das células bacterianas. 
Durante a colonização dos biofilmes, as bactérias comunicam entre si através de quorum sensing, utilizando moléculas sinalizadoras para controlar a densidade celular da população e alterar a expressão de diversos genes. Após a formação de micro colônias, o biofilme é então capaz de expandir através de processos de divisão celular e recrutamento de células planctónicas presentes na proximidade, acompanhado de um aumento na produção de matrix extracelular.
A estrutura 3D dos biofilmes permite a criação de sub populações com diferentes fenótipos e atividade metabólica devido a déficit de nutrientes e oxigénio nas zonas mais internas do biofilme. 
Isto resulta em diferentes suscetibilidades destas populações ao sistema imune do hospedeiro, bem como ao tratamento com antibióticos que atuam em células metabolicamente ativas
Biofilmes são estruturas dinâmicas, em constante processo de formação, alteração e destruição, também parcialmente controlado por quorum sensing. A destruição do biofilme permite a dispersão de células da estrutura e consequente colonização de outras zonas do hospedeiro.
Biofilmes tendem a alterar sua composição de acordo com mudanças ambientais.
A destruição do biofilme permite a dispersão de células da estrutura e consequente colonização de outras zonas do hospedeiro.
Todavia, às vezes, através de um evento denominado transferência horizontal de genes processo em que um microrganismo transfere material genético para outra célula, bactérias que não são patogênicas passam a ser patogênicas podendo assim causar doença no hospedeiro. Quando as Escherichia coli são capazes de causar doença no intestino, são chamadas de Escherichia coli diarreiogenicas ou DECs. As DECs são classificadas em seis tipos, um deles é chamado Escherichia coli enteropatogênica, que causa diarreia em crianças com idade inferior à 5 anos. Estudos recentes em que participam um dos grupos do laboratório de genética do Instituto Butantan mostram que as Escherichia coli enteropatogênicas são capazes de formar biofilme tanto em superfícies abióticas quanto em células mantidas em laboratório.
Assim, quando você pensar novamente em bactérias, lembre-se que, embora seja dito que elas são pequenos organismos unicelulares, elas, assim como você, gostam de viver em comunidade e que assim como nós, tiram proveito da vida coletiva para viver da melhor maneira possível.

## A importância do Biofilme
Pontos negativos:
• É uma película viscosa onde permite o crescimento de fungos, bactérias, protozoários e algas, ajudando na proteção deles
• São compostos por proteínas, lps, lipídios e ácidos nucléicos, a proteína pode alterar a Atividade microbiana de alguns antibióticos dessa forma aumenta a resistência desses microorganismos
• Existe uma grande dificuldade de tratar endorcadite devido aos Biofilmes pois eles se.formam nas válvulas naturais ou prostéticas.
• Podem causar infecções crônicas,80% das infecções ocorrem por conta deles
• Se o Biofilmes se formar na indústria alimentícia, pode acarretar risco a saude do consumidor e prejuízo financeiro a indústria ( se formam com uma grande facilidade na superfície onde se preparam certos alimentos e quando nao ocorre a desinfecção do local, pode ocorrer a contaminação cruzada e formar germes, tramitindo doenças como : listeria, samonella e escherichia coli.
•  Pode atrasar a cicatrização de feridas

Pontos positivos:
• Os biofilmes intestinais contribuem para produção de proteínas e absorção
• Na natureza se mostra importante na remoção de contaminantes

• Na indústria é vantajoso devido a alterações de reatores 